# Haitianisch-polnische Beziehungen
Die haitianisch-polnischen Beziehungen beschreiben das bilaterale Verhältnis zwischen der Republik Haiti einerseits und der Republik Polen andererseits.
Polen spielten bereits zu Beginn des 19. Jahrhunderts eine Rolle in der haitianischen Revolution.

## Stand
Haiti und Polen unterhalten seit 1934 diplomatische Beziehungen.
Der Botschafter Polens in Panama ist in Haiti nebenakkreditiert. Ferner hat Polen einen Honorarkonsul in Haiti bestellt, der in Pétionville ansässig ist. Haiti nimmt die offiziellen Beziehungen zu Polen von seiner Botschaft in Berlin aus wahr.
Haiti ist Vollmitglied der Organisation Amerikanischer Staaten (OAS), bei der Polen den Status eines ständigen Beobachters hat.
Angesichts der Krise in Haiti seit 2018 rät das Außenministerium von Polen von allen Reisen nach Haiti ab.

## Geschichte

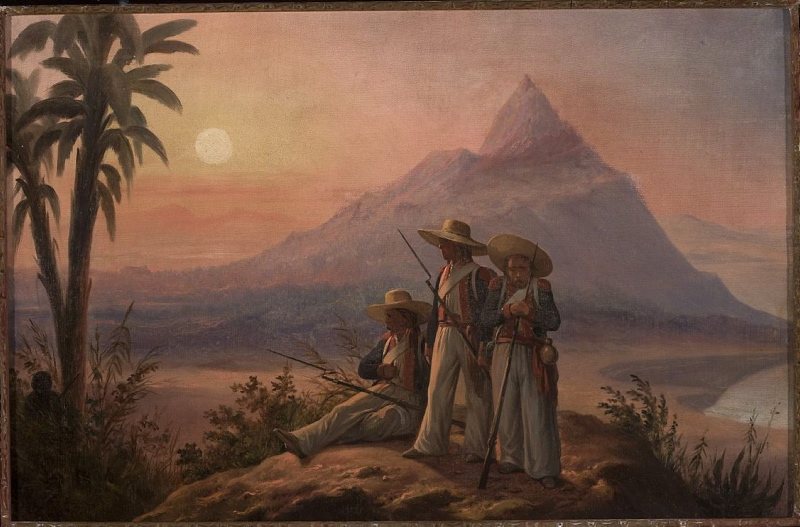
Polnische Legionäre in Saint-Domingue, Gemälde von Jan Suchodolski,
19. Jahrhundert, Nationalmuseum Warschau

Im Jahr 1802 entsandte der französische Kaiser Napoleon Truppen aus dem besetzten Polen (sogenannte Legionäre) in die damalige französische Kolonie Saint-Domingue, um den dort seit 1792 wütenden Sklavenaufstand niederzuschlagen. Den Polen, die auf der Seite Frankreichs kämpften, weil sie auf die Wiederherstellung ihrer kürzlich geteilten und besetzten Heimat hofften, wurde vorgegaukelt, dass sie gegen rebellische Gefangene kämpfen würden. Nachdem ihnen klar wurde, dass sie in Wahrheit das Streben Unterdrückter nach Freiheit bekämpften, liefen viele über und schlossen sich den Revolutionären gegen die französischen Kolonialisten an. Dabei handelte es sich um rund 500 der ursprünglich 5200 Soldaten, die nicht in den Kämpfen gefallen oder dem Gelbfieber zum Opfer gefallen waren. Der erste haitianische Staatschef Jean-Jacques Dessalines nannte die Polen später „die weißen Neger Europas“ und drückte damit seinen Respekt und sein Mitgefühl für die Situation der Polen aus. In der haitianischen Verfassung von 1805 wurde den Polen die haitianische Staatsbürgerschaft zuerkannt. Bis heute lebt eine polnische Gemeinschaft in Haiti, deren Hauptzentrum sich in Casale, einem Gemeindebezirk von Cabaret im Arrondissement Arcahaie, befindet.
Im Jahr 1994 nahmen 51 Soldaten der polnischen Militäreinheit GROM an der Operation Uphold Democracy teil, um das nach dem Staatsstreich von 1991 in Haiti eingesetzte Militärregime abzusetzen und den gewählten Präsidenten Jean-Bertrand Aristide wieder einzusetzen.
Nach dem Erdbeben In Haiti von 2010 sammelten Caritas Polen und die Polish Humanitarian Action mehr als 5 Millionen Złoty (rund 1,2 Mio. Euro) an Hilfsgeldern.